# 일촌 법사

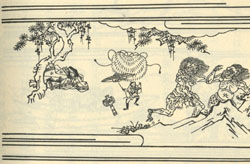
오토기조시에 등장한 일촌 법사 이야기

일촌 법사(一寸法師)는 일본의 동화이다. 오토기조시에도 그 내용이 나온다.
어느 노부부가 천신께 기도를 드려 그 결과 사내아이를 얻게 되었다. 그런데 그 아이는 키가 불과 3cm 정도였다. 그래서 일촌 법사라는 이름을 얻게 되었다.
어느 날 일촌 법사는 무사 수행을 위해 교토로 가기로 했다. 나뭇잎을 보트로, 젓가락을 노로, 바늘을 검 대용으로, 밀짚을 칼집 대용으로 해서 출발하였다. 교토에 가서 어느 호족의 집 신세를 지고 그집 딸과 사당 참배를 가게 되었다. 도중에 요괴가 호족의 딸을 납치하려 했으나 일촌 법사는 바늘로 요괴를 물리쳤다. 일촌 법사는 요괴가 놓고 간 방망이를 이용해 자신의 몸을 크게 해 키 182cm가 되고 호족의 딸과 결혼해 부자가 된다.
이 이야기에는 몇 가지 이본(異本)이 있다. 일촌 법사가 일왕의 조정에 등용되어 중납언의 벼슬에 올랐다든지 하는 내용들이다.

## 같이 보기
- 일본 문학
- 코로폭쿠루